# Bergère (siège)
Pour les articles homonymes, voir Bergère.

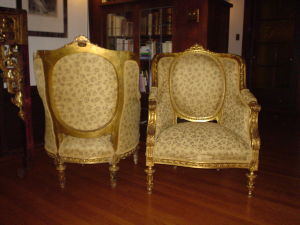
Ces bergères sont d'un style Louis XVI à médaillon. Il est plus courant de trouver des bergères de style Louis XV, le style médaillon étant généralement réservé aux fauteuils dont les accotoirs sont ouverts.

Une bergère est un large fauteuil à dossier rembourré, avec joues pleines, manchettes et coussin sur le siège, apparu vers 1720.
Galbée sous Louis XV, droite sous Louis XVI, la bergère a vu ses dimensions se réduire au XIXe siècle.
Il existe plusieurs sortes de bergères :
- Bergère Marie-Antoinette : sans oreilles, un dossier de forme très légèrement courbe.
- Bergère à gondole : dossier arrondi sans oreilles.
- Bergère à oreilles (ou à orillons) : la plus commune appelée aussi « bergère en confessionnal ».
- Bergère à lambrequin : dossier en forme de crosse débordante.
- Bergère montgolfière ou Pompadour : accotoir recourbé et dossier arrondi.

Le fauteuil ou la bergère de grande largeur prend le nom de marquise.

## Galerie

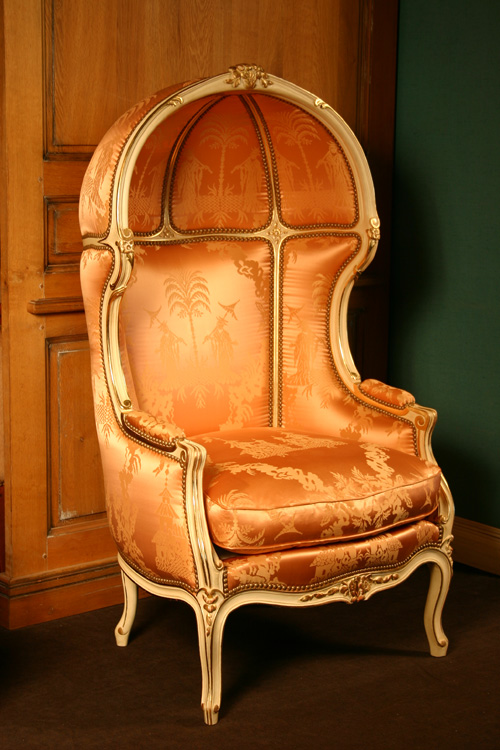
Bergère à dôme de style Louis XV, réplique d'un modèle d'époque.
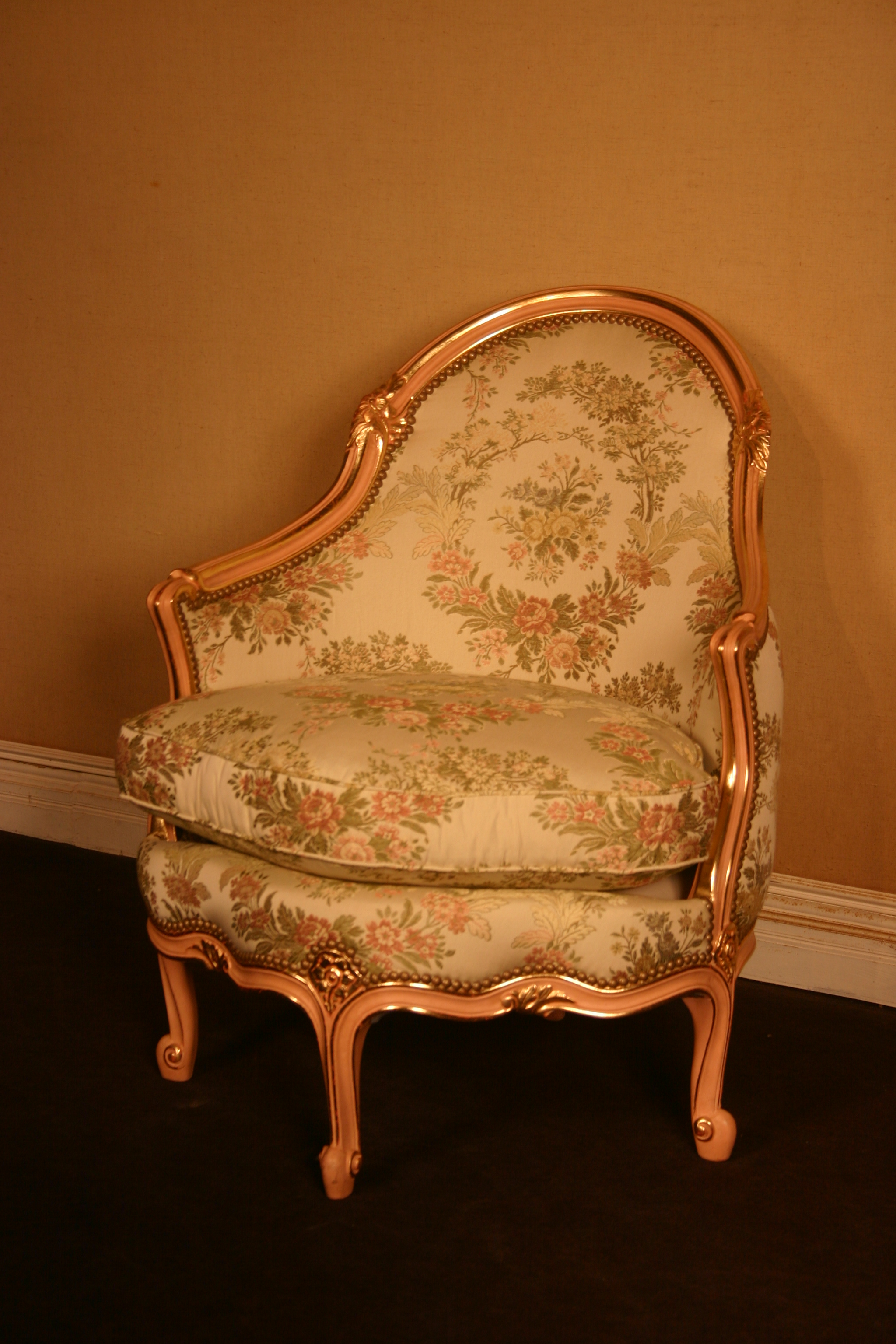
Bergère de style Louis XV, réplique d'un modèle d'époque.
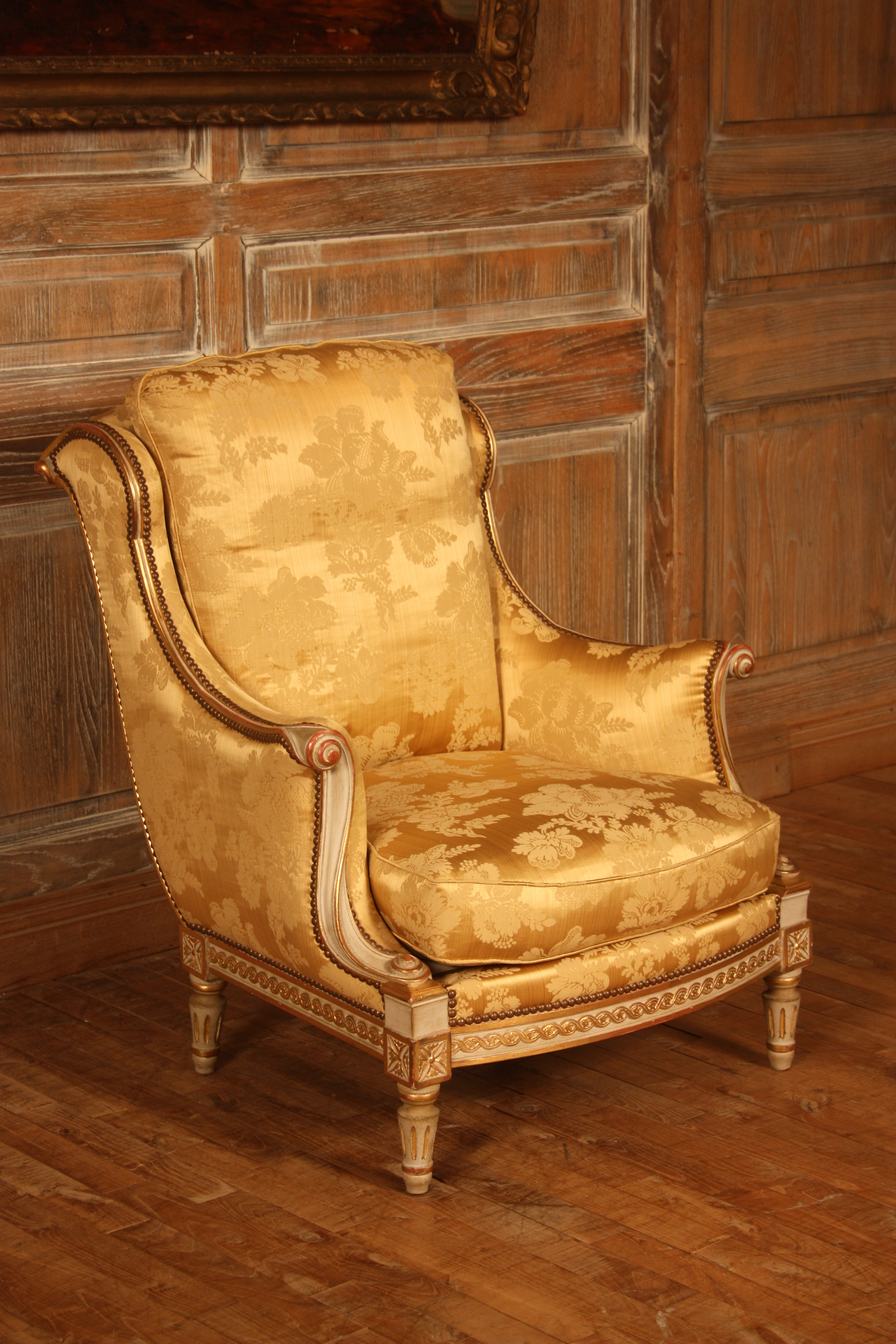
Bergère en confessionnal de style Transition, réplique d'un modèle d'époque.
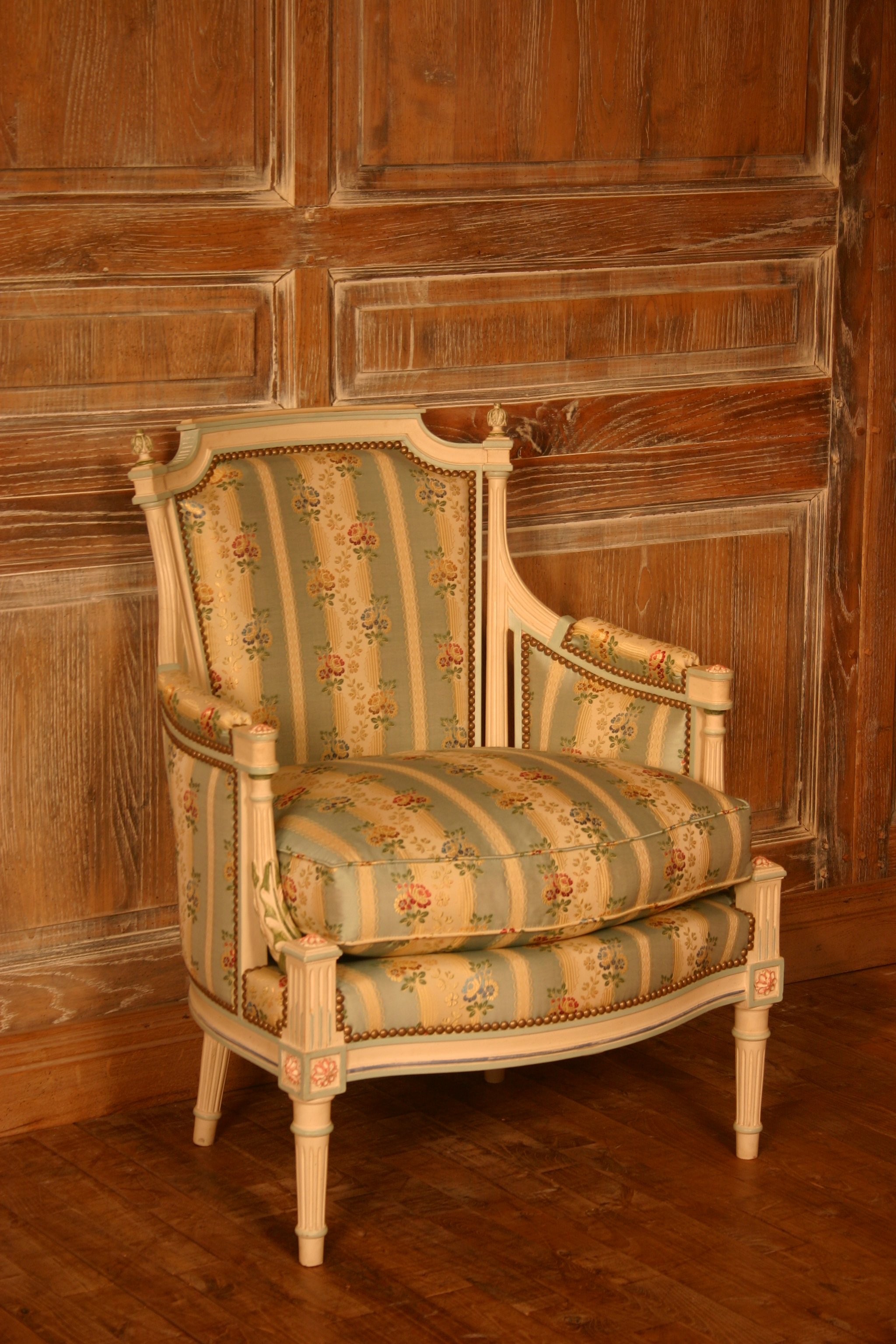
Bergère de style Louis XVI, réplique d'un modèle d'époque.
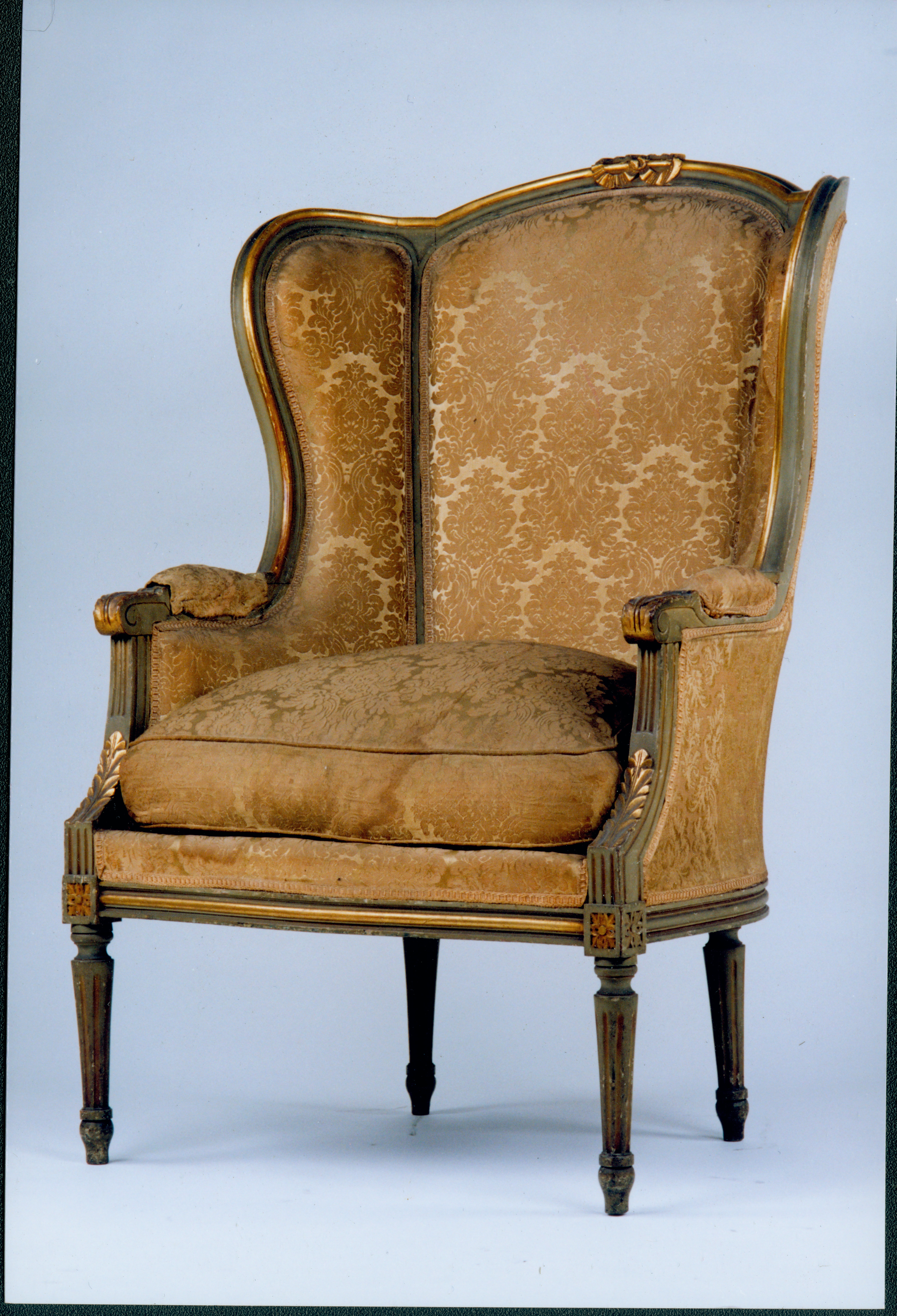
Bergère en confessionnal de style Louis XVI.
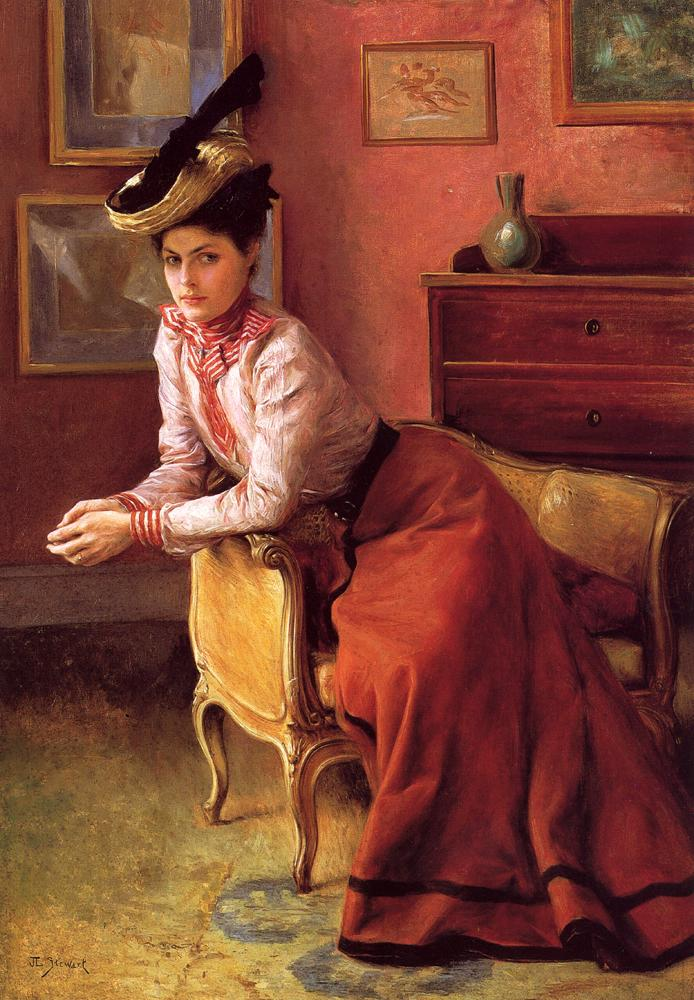
Marquise de style Louis XV.
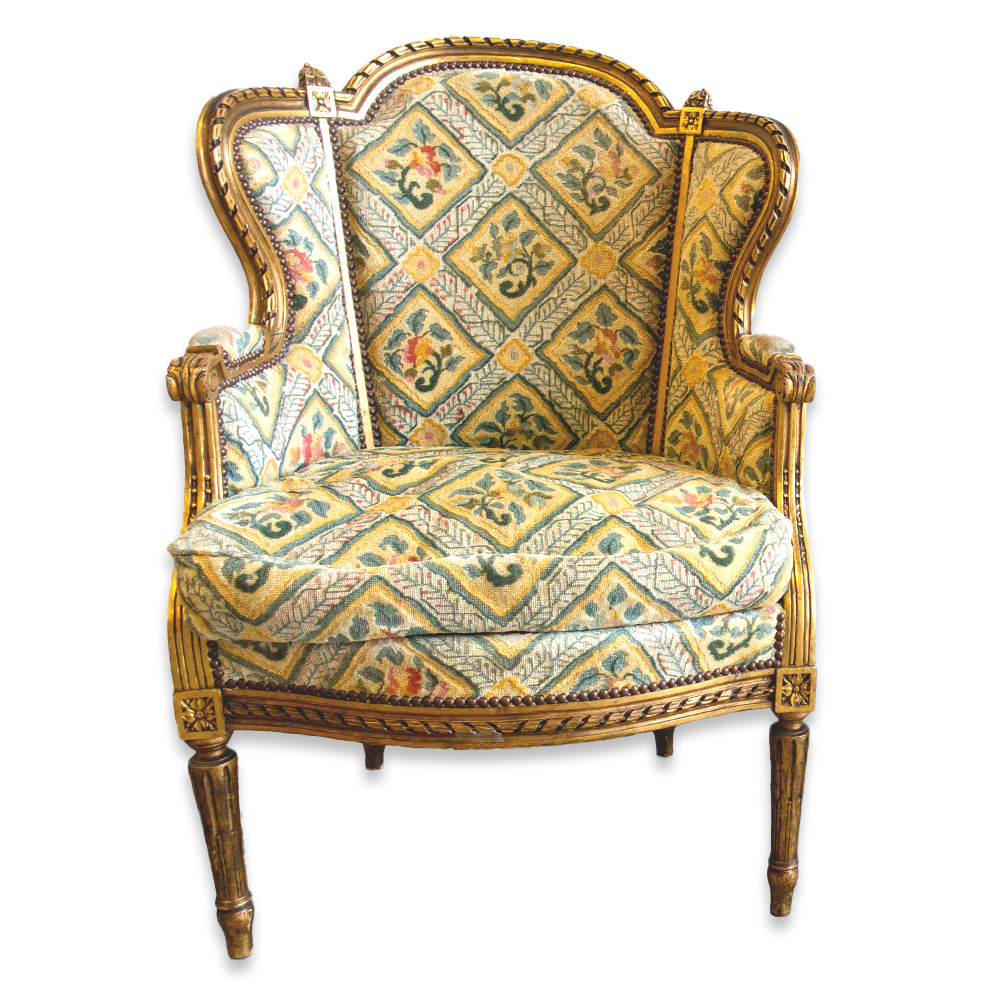

## Source
- Larousse encyclopédique en couleurs, France Loisirs 1978.
- Bergères Louis XV et Louis XVI